# Fundació Rosalía de Castro
La Fundació Rosalía de Castro és una institució cultural gallega, constituïda el 15 de novembre de 1947 per Xosé Mosquera Pérez (O Vello dos Contos) a l'Hotel Compostela de Santiago de Compostela sota el nom de Patronat Rosalía de Castro que es va convertir en Fundació Rosalía de Castro en un acte celebrat en el Col·legi de Fonseca de la mateixa ciutat el 29 de desembre de 1995. Els seus estatuts van ser legalitzats per la Xunta de Galicia en desembre de 1997 i van ser renovats en 2008 (en vigor des de 2009).
En 2015 es regeix per una Presidència triada pel Patronat entre els seus membres. El Patronat és l'òrgan de govern, representació i administració de la Fundació i està compost per quinze membres institucionals i per personalitats de la cultura que tenen especial vincle amb l'obra de Rosalía de Castro. El Patronat designa un President, un Vicepresident, un Secretari i un Tresorer d'entre els seus membres. Designa també una Comissió Executiva que es compon per la Presidència, per la Vicepresidència, per la Secretaria, per la Tresoreria i per quatre vocalías (sent una d'elles l'Adreça del Centre d'Estudis Rosalianos) les funcions dels quals són: la gestió ordinària dels assumptes de la Fundació, l'adopció d'Acords per raó d'urgència donant ulterior compte al Patronat i les funcions que aquest delegui.
En els seus 67 anys d'història va comptar amb nou presidents que van ser —cronològicament citats—: Luís Iglesias Iglesias, Juan Gil Armada, Xosé Mosquera Pérez, Octavio Sanmartín Domínguez, Agustín Sixto Seco, Carlos Amable Baliñas Fernández (en funcions després de la mort de Sixto Seco), Helena Villar Janeiro, Ana Blanco Gómez (durant dos mesos després de la dimissió de Villar Janeiro) i Anxo Angueira Viturro, que la dirigeix des de maig de 2015.